# Хилока

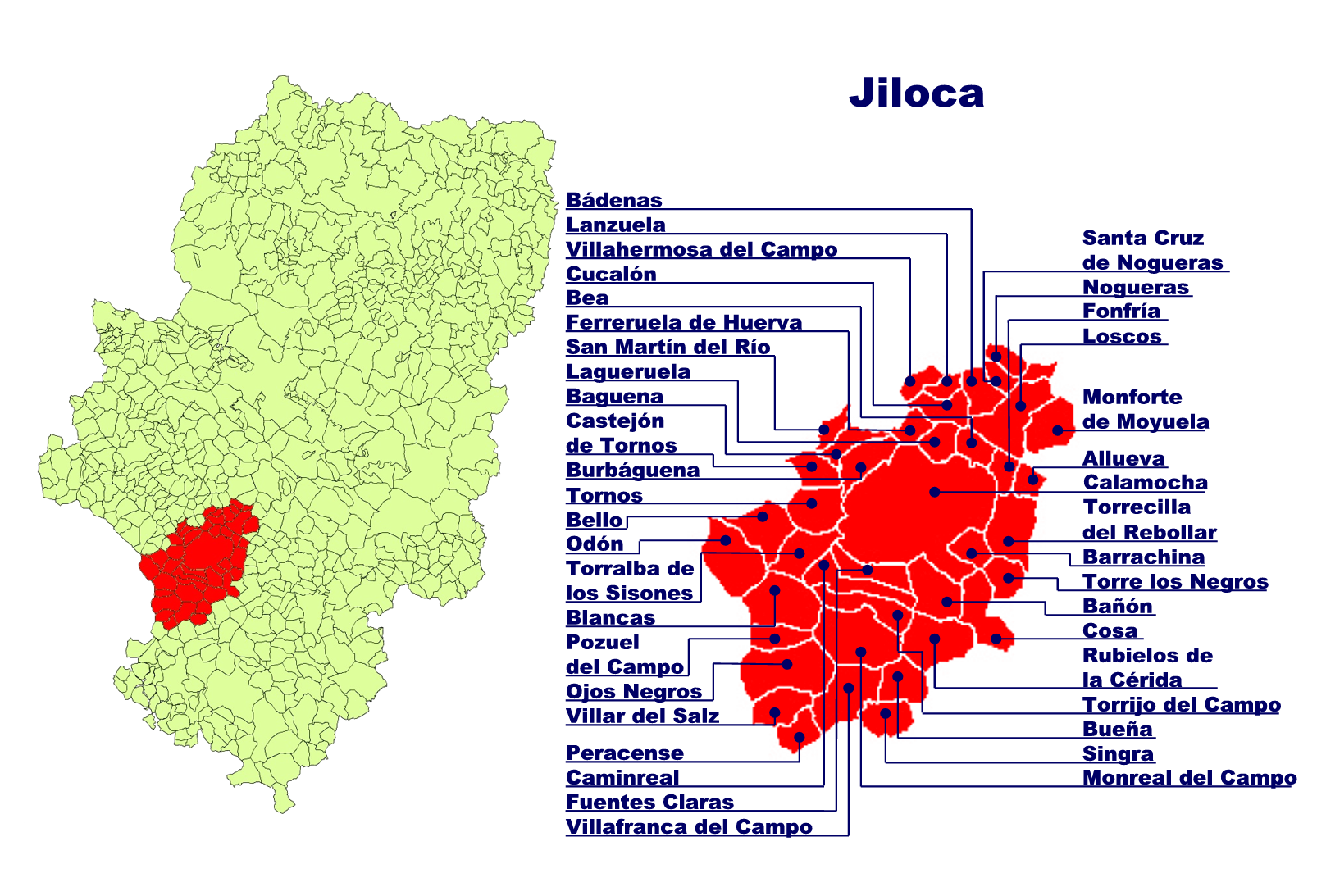

Хилока (исп. Jiloca) — район (комарка) в Испании, входит в провинцию Теруэль в составе автономного сообщества Арагон.

## Муниципалитеты
1. Каламоча
2. Альуэва
3. Баденас
4. Багена
5. Баньон
6. Баррачина
7. Беа
8. Бельо
9. Бланкас
10. Буэния
11. Бурбагена
12. Каламоча
13. Каминреаль
14. Кастехон-де-Торнос
15. Коса (Теруэль)
16. Кукалон
17. Ферреруэла-де-Уэрва
18. Фонфрия
19. Фуэнтес-Кларас
20. Лагеруэла
21. Лансуэла
22. Лоскос
23. Монфорте-де-Моюэла
24. Монреаль-дель-Кампо
25. Ногерас
26. Одон
27. Охос-Негрос
28. Перасенсе
29. Посуэль-дель-Кампо
30. Рубьелос-де-ла-Серида
31. Сан-Мартин-дель-Рио
32. Санта-Крус-де-Ногерас
33. Сингра (муниципалитет, Испания)
34. Торнос
35. Торральба-де-лос-Сисонес
36. Торресилья-дель-Ребольяр
37. Торре-лос-Негрос
38. Торрихо-дель-Кампо
39. Вильяфранка-дель-Кампо
40. Вильяэрмоса-дель-Кампо
41. Вильяр-дель-Сальс

1. ↑  https://www.ine.es/dynt3/inebase/index.htm?padre=525